# History Books
History Books è il sesto album in studio del gruppo musicale statunitense The Gaslight Anthem, pubblicato nel 2023.

## Tracce
1. Spider Bites – 4:19
2. History Books (featuring Bruce Springsteen) – 3:53
3. Autumn – 4:01
4. Positive Charge – 4:06
5. Michigan, 1975 – 4:15
6. Little Fires – 3:25
7. The Weatherman – 4:27
8. Empires – 4:23
9. I Live in the Room Above Her – 4:17
10. A Lifetime of Preludes – 3:18

## Formazione
The Gaslight Anthem
- Brian Fallon – chitarra, voce
- Alex Rosamilia – chitarra
- Benny Horowitz – batteria, percussioni
- Alex Levine – basso

Altri musicisti
- Ian Perkins – chitarra
- Bryan Haring – piano
- Kori Gardner – voce
- Bruce Springsteen – voce
- Stefan Babcock – voce
- Thomas Bartlett - tastiera
- Peter Katis – tastiera